# 潘世徵
潘世徵（1916年—1961年），中国人民解放军将领、中国人民解放军开国少将。
曾任中国人民解放军新疆军区卫生部部长（赴苏联学习）。1955年，授予中国人民解放军少将。因患心脏病治疗无效，于1961年8月19日18时20分在青岛逝世。